# Ewa Kasprzyk
Ewa Kasprzyk-Witkowska, (Poznań, 7 september 1957) is een voormalige Poolse atlete, die zich gespecialiseerd had in de sprintafstanden. Ze is nationaal recordhoudster op zowel de 100 m als 200 m; beide records liep ze in de zomer van 1986.

## Loopbaan
Kasprzyk behaalde bij de eerste twee wereldkampioenschappen de finale van de 200 m, maar wist hierbij geen medailles te halen. Haar beste prestatie is het winnen van een gouden medaille op de Europese indoorkampioenschappen van 1988. Met een tijd van 22,69 s bleef ze de Sovjet-atlete Tatjana Papilina (zilver; 22,79) en West-Duitse Silke-Beate Knoll (brons; 23,12) voor.

## Titels
- Europees indoorkampioene 200 m - 1988
- Pools kampioene 100 m - 1986
- Pools kampioene 200 m - 1983, 1984, 1985, 1987, 1989
- Pools indoorkampioene 60 m - 1984, 1988
- Pools indoorkampioene 200 m - 1982, 1983, 1984, 1988

## Persoonlijke records
Outdoor
| Onderdeel | Prestatie              | Datum        | Plaats    |
| --------- | ---------------------- | ------------ | --------- |
| 100 m     | 10,93 s (+1,8 m/s)(NR) | 27 juni 1986 | Grudziądz |
| 200 m     | 22,13 s (+1,2 m/s)(NR) | 8 juli 1986  | Moskou    |

Indoor
| Onderdeel | Prestatie    | Datum           | Plaats    |
| --------- | ------------ | --------------- | --------- |
| 60 m      | 7,26 s       | 7 februari 1988 | Karlsruhe |
| 200 m     | 22,69 s (NR) | 6 maart 1988    | Boedapest |

## Palmares

### 60 m
Kampioenschappen
- 1984:  PK indoor - 7,36 s
- 1988:  PK indoor - 7,29 s

### 100 m
Kampioenschappen
- 1986:  PK - 10,93 s

### 200 m
Kampioenschappen
- 1982:  PK indoor - 24,58 s
- 1983:  PK - 23,42 s
- 1983:  PK indoor - 24,36 s
- 1983: 8e WK - 23,03 s
- 1984:  PK - 22,50 s
- 1984:  PK indoor - 23,75 s
- 1985:  PK - 22,78 s
- 1986: 5e EK - 22,73 s
- 1986:  EK indoor - 22,96 s
- 1986:  Goodwill Games - 22,13 s
- 1987:  PK - 22,52 s
- 1987: 7e WK - 22,52 s
- 1988:  EK indoor - 22,69 s
- 1988:  PK indoor - 23,03 s
- 1989:  PK - 23,72 s

### 4 × 100 m
Kampioenschappen
- 1975:  EK junioren - 44,93 s[7][8]
- 1977:  Universiade in Sofia - 44,79 s[7][8]
- 1986: 6e EK - 43,54 s

### 4 × 400 m
Kampioenschappen
- 1986:  EK - 3:24,65 s